# Jean-François Cars
Pour les articles homonymes, voir Cars.
Jean-François Cars est un graveur, éditeur et marchand d'estampes français né à Lyon le 16 octobre 1661 et mort à Paris le 30 août 1738.

## Biographie

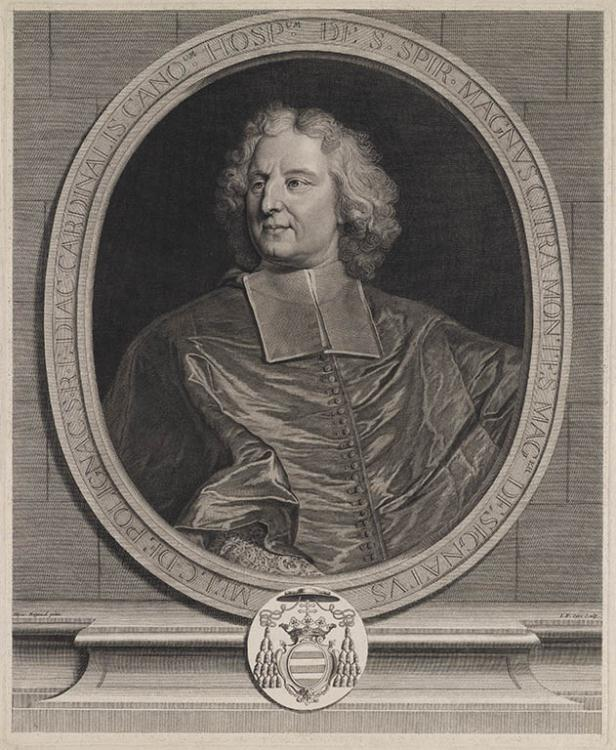
Portrait de Melchior de Polignac gravé par J.F. Cars, d'après Hyacinthe Rigaud

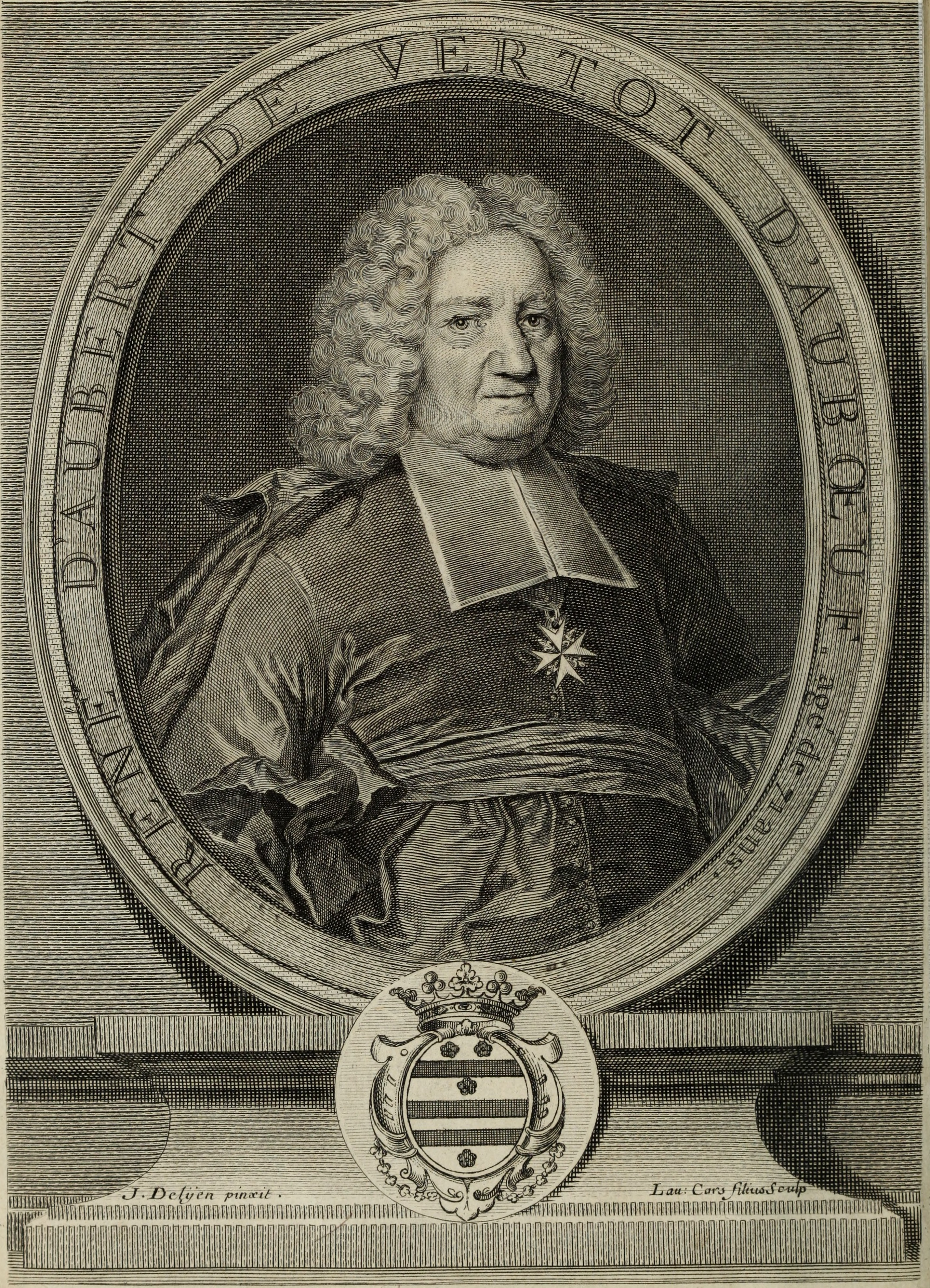
Portrait de René Aubert de Vertot gravé par J.-F. Cars vers 1725

Jean-François Cars est le fils de François Ier Cars, graveur parisien qui s'installe à Lyon, rue Mercière, avec son frère Gabriel, également graveur. Baptisé le 17 octobre, son parrain est François Demasso, graveur, marchand imagier et libraire. Il a deux frères, tous deux graveurs : François II et Joseph.
Il apprend son métier dans l'atelier de son père, ainsi qu'auprès de l'enlumineur de taille-douce Pierre Husson (1675-1676) et de l'imprimeur de taille-douce Chabrilland. Les premières estampes de sa main ne datent toutefois que de 1693 : avec son père, il donne des illustrations pour des ouvrages publiés à Lyon.
Le 18 octobre 1695, il épouse une Parisienne, Marie Barbery, sœur de Louis Barbery, lui aussi graveur, avant 1699 et en a sept enfants, dont le peintre et graveur Laurent Cars et une fille, Agathe, qui épouse l'imprimeur du roi Gabriel-François Quillau. Ils habitent d'abord chez François Ier Cars, puis s'installent en 1698 rue Mercière à l'enseigne « À Saint-Hubert », où ils demeurent jusqu'à leur départ pour Paris. Il grave des portraits de notables locaux ainsi que des vignettes pour les ouvrages publiés à Lyon.
Il possède des presses et forme plusieurs graveurs lyonnais, dont Claude Séraucourt et surtout son propre frère, François II Cars, né en 1682.
Jean-François s'installe à Paris au début du XVIIIe siècle, où le rejoint son jeune frère. Pendant près de dix ans, cependant, il conserve des activités dans les deux villes. À Paris, sa boutique est installée dès 1702 rue de la Savonnerie, mais son dernier fils naît encore à Lyon en décembre 1704. En 1711, il prolonge encore pour cinq ans le bail de sa maison lyonnaise, et acquiert en 1720 une maison à Paris, qu'il louait depuis 1712, rue Saint-Jacques, au « Nom de Jésus », près du collège du Plessis, qu'il agrandit d'une nouvelle maison en 1726 (ce qui lui fait peut-être déplacer son activité). Il y est non seulement graveur (activité qu'il abandonne peu à peu) mais aussi éditeur et marchand d'estampes. Il se spécialise entre autres dans les placards de thèse à destination des collèges jésuites, en particulier de Paris et de Bordeaux.
Une série de gravures de Jean-François Cars réalisée vers 1725, pour la première édition illustrée de son histoire de l'Ordre par l'abbé Vertot
Il possède un atelier où travaillent de nombreux élèves, dont François Boucher et Jean-Baptiste Perronneau : en 1730, il possède six presses à taille-douce.
Il meurt le 30 août 1738.